# Jozef Nolf
Jan Jozef Nolf (Tielt, 28 februari 1870 - Merksem, 23 februari 1933) was een Belgisch apotheker en politicus voor het Katholiek Verbond van België.

## Levensloop
De apotheker Nolf vestigde zich in Merksem. Hij werd in 1904 gemeenteraadslid, nadien schepen en van 1921 tot aan zijn dood burgemeester. In 1921 werd hij verkozen tot katholiek senator voor het arrondissement Antwerpen en vervulde dit mandaat tot aan zijn dood.
Hij was voorzitter van de vennootschap die de Zaal Victoria uitbaatte, gelegen naast het gemeentehuis en beschikbaar voor allerhande activiteiten en feesten.
Er is een Burgemeester Jozef Nolfplein te Merksem.